# Billericay Town Football Club
El Billericay Town Football Club es un club de fútbol con sede en Billericay, Essex, Inglaterra. Desde la temporada 2022/23 jugarán en la Isthmian League, el séptimo nivel del sistema de ligas de fútbol de Inglaterra. Son el segundo club más exitoso en la historia de la FA Vase, habiendo ganado la competencia en tres ocasiones.

## Historia
El club se estableció como Billericay Football Club en 1880. Se unieron a la Romford & District League en 1890, donde el club jugó hasta la Primera Guerra Mundial. También comenzaron a jugar en la Mid-Essex League, ganando la Division Two en las temporadas 1912-13, 1931-32 y 1932-33. El club permaneció en la Mid-Essex League hasta unirse a la Southern Essex Combination League en 1947. En 1946 adoptaron su nombre actual. En 1966, el club fue miembro fundador de la Essex Olympian League. La temporada 1969-70 los vio ganar la liga y la Copa de la Liga, una hazaña que repitieron la siguiente temporada. Después de sus títulos consecutivos, el club se convirtió en miembro fundador de la Essex Senior League en 1971, terminando como subcampeón en su primera temporada y ganando el título en la temporada 1972-73.
Después de terminar como subcampeones otra vez, el Billericay ganó títulos de liga consecutivos en 1974-75 y 1975-76. La última temporada también los vio llegar a la final de la FA Vase y venció al Stamford por 1-0 en Wembley, así como también lograron su primer título de la Essex Senior Cup cuando vencieron al Epping Town 3-2 en la final. Aunque terminaron terceros en la temporada 1976-77, retuvieron la FA Vase, venciendo al Sheffield 2-1 en una repetición en el City Ground en Nottingham después de un empate 1-1 en Wembley. En 1977, el club cambió a la Athenian League, que ganaron en el primer intento. La temporada 1978-79 los vio retener su título de la Athenian League y ganar su tercer FA Vase en cuatro temporadas, venciendo al Almondsbury Greenway por 4-1 en la final, con Doug Young convirtiéndose en el único jugador en anotar un triplete en la final de la FA Vase en el viejo Wembley. La temporada siguiente los llevó a la Division Two de la Isthmian League, que ganaron en el primer intento, ganando el ascenso a la Division One.
El éxito del Billericay continuó en la temporada 1980-81 cuando terminaron como subcampeones en la Division One y ascendieron a la Division Premier, la primera vez que un nuevo club logró la promoción consecutiva en la liga. El club permaneció en la Division Premier hasta descender a la Division One al final de la temporada 1985-86. Esto comenzó un hechizo como un club de yo-yo, ya que descendieron a la Division Two North al final de la temporada 1988-89. El club se colocó en la Division Two en 1991 después de la reestructuración de la liga, antes de ascender de vuelta a la Division One en la temporada 1992-93 y luego a la Division Premier en la temporada 1997-98 después de terminar como subcampeón de la Division One. La temporada 1997-98 también los vio llegar a la primera ronda de la FA Cup por primera vez, perdiendo 3-2 en casa ante otro club perteneciente a la liga, el Wisbech Town.
En la temporada 2004-05 el Billericay alcanzó la primera ronda de la FA Cup de nuevo, perdiendo 1-0 en casa ante el Stevenage Borough. También terminaron como subcampeones de la Premier Division, clasificándose para los play-off de ascenso. Sin embargo, el club fue derrotado 2-0 en casa por el Leyton en las semifinales. Un cuarto puesto en la temporada 2006-07 los volvió a clasificar para los play-off, esta vez derrotando a los rivales locales, como el Chelmsford City por 5-3 en penales en las semifinales después de un empate 1-1, pero perdería 4-2 en penales frente al Bromley en la final luego de empatar 1-1. En la temporada 2007-08 se clasificaron nuevamente para la primera ronda de la FA Cup, perdiendo 2-1 en casa ante el Swansea City.
En la temporada 2010-11 el Billericay ganó la Essex Senior Cup por segunda vez, venciendo al Aveley 2-0 en la final. La temporada siguiente vio al club ganar la Premier Division, ganando la promoción a la Conference South. Sin embargo, descendieron a la Isthmian League la temporada siguiente después de terminar anteúltimo. En diciembre de 2016, el club fue adquirido por Glenn Tamplin, quien financió varios fichajes de alto perfil como Jamie O'Hara y Paul Konchesky. Ganaron la Isthmian League Cup 2016-17, venciendo al Tonbridge Angels 8-3 en la final. El club alcanzó la primera ronda de la FA Cup 2017-18 por cuarta vez, empatando 1-1 ante el Leatherhead en el primer partido y perdiendo la repetición por 3-1. La temporada también los vio retener la League Cup, superando al Metropolitan Police por 5-3 en la final, además de ganar el título de la Premier Division, logrando el ascenso a la National League South.

## Estadio
Archer Hall se convirtió en el hogar permanente del club durante la década de 1930, aunque siguió siendo un campo cerrado. En 1970, el club se mudó a New Lodge, que anteriormente había sido un campo de deportes utilizado por el Outwell Common. El terreno fue encerrado con un préstamo del Basildon Borough Council y Charrington Brewery y se construyeron vestuarios y una casa club. Durante la década de 1970, se construyó un área de pie cubierta en el lado de la casa club del terreno de juego, que se conoció como el establo de las vacas. Asientos temporales prestados del Essex County Cricket Club fueron instalados más adelante en el otro lado del campo. En 1977, el club ganó una serie de reflectores al ganar la final de la Philips Electrical Competition contra el Friar Lane Old Boys, un torneo de seis por equipo jugado en el Crystal Palace National Sports Centre el día después de la final por FA Vase contra el Sheffield. Los reflectores se inauguraron con un partido amistoso contra el West Ham, que atrajo una multitud de 3.841 espectadores en ese momento.
En 1980 se construyó un stand permanente de 120 asientos entre el establo y la casa club; su forma lo llevó a ser conocido como el stand de Pacman. Durante la década de 1980, se construyó un stand de 200 asientos en el lado que previamente había albergado el asiento temporal, con el club de seguidores erigiendo varias áreas pequeñas de terrazas. En 1995 el Billericay compró dos puestos que habían estado en uso en el terreno de Faraday Road de la ciudad de Newbury después de que el club estallara. Uno fue instalado al lado del establo y el otro en Blunts Wall End, con asientos posteriores instalados en el stand Blunts Wall End. El nuevo stand adyacente al establo pronto se movió al otro lado del campo. Se agregó un área de terrazas cubiertas junto al stand de 200 asientos. El Chelmsford City compartió New Lodge entre 1998 y 2005. Para el verano de 2017 el terreno tenía una capacidad de 3.500 espectadores, de los cuales 424 estaban sentados y 2.000 cubiertos.
En el verano de 2017, New Lodge fue completamente remodelado. Las terrazas cubiertas se construyeron en ambos extremos del suelo cubriendo todo el ancho del campo; se construyó un nuevo stand sentado al lado de la casa club donde se encuentra el Pacman y el establo, y se llamó Harry Parker Stand. En el otro lado del campo, el asiento se extendió a todo lo largo del campo. La capacidad del terreno se elevó a 5.000 con 2.000 sentados. Un partido amistoso contra el West Ham el 8 de agosto de 2017 atrajo una multitud de 4.582 espectadores.

## Palmarés
- Isthmian League
  - Premier Division 2011-12, 2017-18
  - League Cup 2016-17, 2017-18

- FA Vase
  - 1975-76, 1976-77, 1978-79
  - Division Two 1979-80

- Athenian League
  - 1977-78, 1978-79
  - League Cup 1977-78

- Essex Senior League
  - 1972-73, 1974-75, 1975-76
  - League Cup 1971-72, 1972-73, 1973-74, 1976-77

- Essex Olympian League
  - 1969-70, 1970-71
  - Senior Division Cup 1970-71
  - Challenge Cup 1970-71, 1971-72

- Mid-Essex League
  - Division Two 1912-13, 1931-32, 1932-33
  - Division Two League Cup 1930-31, 1932-33

- Chelmsford & District League
  - Division Three 1932-33

- Essex Senior Cup
  - 1975-76, 2010-11, 2017-18

- Essex Senior Trophy
  - 1977-78, 2017-18

- Essex Thameside Trophy
  - 1986-87, 1991-92

- J. T. Clark Memorial Trophy
  - 1975, 1976, 1977, 1978, 1979

- Phillips Electrical Floodlight Trophy
  - 1976-77

## Récords
- Mejor actuación en la FA Cup: Primera ronda (1997-98, 2004-05, 2007-08, 2017-18).
- Mejor actuación en la FA Trophy: Cuartos de final (2017-18).
- Mejor actuación en la FA Vase: Campeones (1975-76, 1976-77, 1978-79).
- Máxima goleada a favor: 5 de mayo de 1976, Essex Senior League. 11-0 vs. Stensted.
- Máxima goleada en contra: 4 de enero de 1993, Essex Senior Cup. 3-10 vs. Chelmsford City.
- Récord de asistencia: 8 de agosto de 2017 vs. West Ham United. 4.582 espectadores.
- Jugador con más partidos jugados: John Pullin. 418 partidos jugados.
- Máximo goleador: Fred Claydon. 273 goles.
- Más goles en una temporada: Leon Gutzmore. 51 goles (1997-98).
- Mayor venta: £22.500. Steve Jones al West Ham en 1992.
- Mayor compra: £27.600. Dean Inman desde el Maidenhead United en 2017.

- Datos: Q4086727
- Multimedia: Billericay Town F.C. / Q4086727